# Rów Grabarski
Rów Grabarski – rów, prawostronny dopływ Obry w 108,9 km (wpływa do jeziora Chobienickiego). Ciek o długości 17,49 km i powierzchni zlewni wynoszącej 55,3 km² (według IMGW). Ciek ten bierze swój początek na zachód od Karpicka i północny zachód od Wolsztyna.